# Lycosa longivulva
Lycosa longivulva är en spindelart som beskrevs av F. O. Pickard-Cambridge 1902. Lycosa longivulva ingår i släktet Lycosa och familjen vargspindlar.
Artens utbredningsområde är Guatemala. Inga underarter finns listade i Catalogue of Life.